# Rotschwanz-Glanzschwänzchen
Das Rotschwanz-Glanzschwänzchen (Metallura iracunda) oder Gold-Glanzschwänzchen ist eine Vogelart aus der Familie der Kolibris (Trochilidae). Die Art hat ein relativ kleines Verbreitungsgebiet in den südamerikanischen Ländern Venezuela und Kolumbien. Der Bestand wird von der IUCN als „stark gefährdet“ (endangered) eingestuft.

## Merkmale

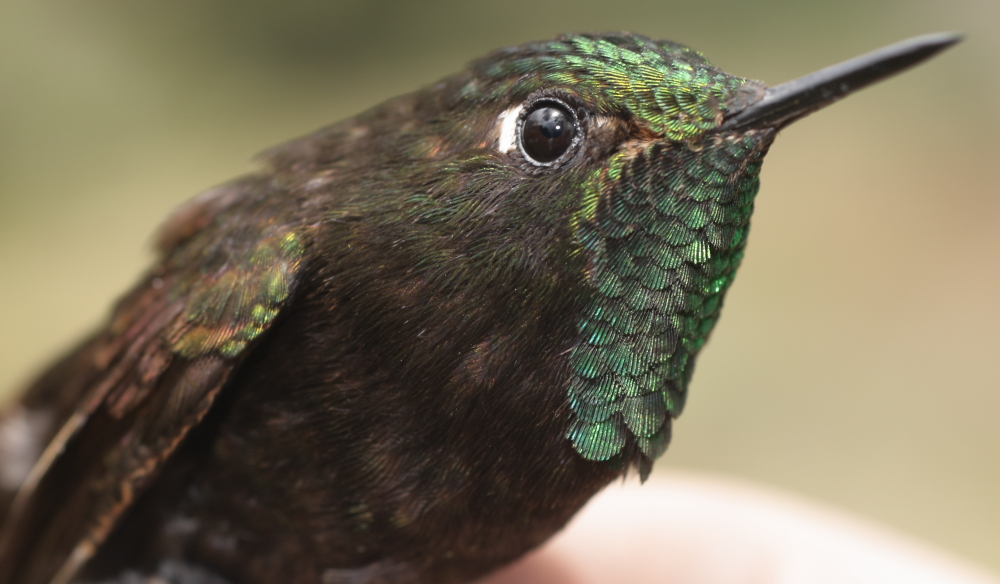
Kopfstudie des Rotschwanz-Glanzschwänzchens

Das Rotschwanz-Glanzschwänzchen erreicht eine Körperlänge von etwa 10,2 cm, wobei der kurze gerade Schnabel 1 cm ausmacht. Das Männchen ist überwiegend kupfern grün schwärzlich mit einem grün schimmernden Oberkopf. Die Kehle glitzert grün. Der Schwanz ist hell kastanienbraun bis rötlich violett. Das Weibchen ist auf der Oberseite dunkel grün gefärbt. Die Unterseite ist gelbbraun mit wenigen braunen Flecken. Der Schwanz ist wie bei den Männchen, wobei die äußeren Steuerfedern von braungelben Sprenkeln durchzogen sind.

## Verhalten
Bei der Nahrungssuche bewegen sich Rotschwanz-Glanzschwänzchen in den unteren und mittleren Straten an den Rändern von Wäldern, hoher Sekundärvegetation, verkrüppelten Elfenwäldern und oft bodennah in Páramo mit Grasebenen und vereinzelten Büschen. Des Weiteren wurden sie in dichtem Bambus Chusquea spathacea, an Espeletia der Arten Espeletia perijaensis oder Libanothamnus ocultus beobachtet.

## Verbreitung und Lebensraum

Verbreitungsgebiet (grün) des Rotschwanz-Glanzschwänzchens

Es ist wenig über das Rotschwanz-Glanzschwänzchen bekannt, da es nur in einem sehr begrenzten Gebiet vorkommt. Nach Berichten bevorzugt es eher offene buschige Gebiete und Waldränder. Es kommt in der Sierra de Perijá in Höhenlagen zwischen 2800 und 3100 Metern vor. Man sieht es am Gipfel des Cerro Pintado östlich von Valledupar und am Gipfel des Cerro de las Tres Tetas nahe dem Dorf Hiroca. In manchen Gebieten in Kolumbien und dem angrenzenden Venezuela trifft man es in Höhenlagen zwischen 1800 und 3000 Metern an.

## Etymologie und Forschungsgeschichte
Alexander Wetmore beschrieb das Rotschwanz-Glanzschwänzchen unter dem heutigen Namen Metallura iracunda. Das Typusexemplar stammte aus der Sierra de Perijá und wurde von Melbourne Armstrong Carriker gesammelt. 1847 führte John Gould die neue Gattung Metallura ein. Das Wort Metallura leitet sich von den griechischen Wörtern μέταλλον métallon für „Metall“ und ουρά ourá für „Schwanz“ ab. Das Artepitheton iracunda leitet sich vom lateinischen iracundus, irascori für „jähzornig, wütend werden“ ab.